# Chunk (personaggio)
Chunk è un personaggio di supporto immaginario pubblicato dalla DC Comics. Comparve per la prima volta in The Flash vol. 2 n. 9 (febbraio 1988), e fu creato da Mike Baron e Jackson Guice.

## Biografia del personaggio
Il fisico ed ingegnere Chester P. Runk non ha nessun parente in vita. Chester era un ragazzo prodigio ed un diplomando del M.I.T., ma aveva anche dei seri problemi fisiologici. Secondo Cyborg, all'età di 24 anni, Runk creò una macchina di trasmissione della materia, un dispositivo di teletrasporto rudimentale a lungo raggio. A causa della mancanza di procedure di sicurezza ragionevoli da parte di Runk, la sua macchina esplose e divenne parte del suo corpo dopo la sperimentazione del primo test sul raggio di capacità di teletrasporto. L'incidente lo rese super forte ed elastico, e gli conferì il potere di teleportarsi ovunque desiderasse, sia dentro che fuori dalla Terra. Fu anche costretto ad assorbire fisicamente un peso pari a 47 volte il suo peso corporeo in materia super densa, come i diamanti, solo per fare sì che la macchina non lo mangiasse o non lo facesse collassare in una dimensione minore di quelle a cui aveva accesso. Chester divenne un buco nero umano. Runk finì per attirare l'attenzione di Flash durante un furto dove l'eroe lo vide letteralmente mangiare dei diamanti per nutrire la macchina. Lo vide poi rubare del materiale altamente avanzato e costoso. Sembrò che Chunk fosse stato diagnosticato come mentalmente instabile prima dell'incidente, e vide un terapista di nome Jarret Parker per anni.

### Il Nulla
Chester poteva accedere ad una dimensione in miniatura locale che chiamava il Nulla, una terra sterile e rocciosa, casa di alcune creature preistoriche. Mandò laggiù parecchie persone in tre anni fin dal suo incidente, e i primi furono Jarret Parker, il suo ex psichiatra, e Karin Preus, una donna che respinse le sue avance. Molte dozzine di curiosi, molti dei quali colpevoli solo dell'aver infastidito Chunk, furono presi e costretti a vivere nelle terre desolate del Nulla, dove impararono a cacciare le lucertole, gli insetti e rettili alati volanti che abitavano nei canyon. Alcuni sopravvissuti utilizzavano il guano dei rettili alati per coltivare i semi trovati in alcune auto assorbite da Chunk. Sfortunatamente, la maggior parte delle persone assorbite da Chunk erano assassini, sadici e criminali. Alcuni dei gruppi nomadi di criminali si convertirono al cannibalismo. Durante un combattimento contro di lui, Flash fu assorbito da Chunk e inviato nel Nulla, dove l'eroe unì le forze ad un gruppo di persone ancora sane di mente. Wally riuscì a convincere Chunk che gli sarebbe stato dato dell'aiuto se avesse rilasciato tutte le persone assorbite. Chester allora confessò a Wally che non poteva controllarsi quando liberava il Nulla; la singolarità parzialmente formata semplicemente lo rigettò quando cominciò ad avere fame. Chester acconsentì, e ulteriori investigazioni da parte della polizia lo dichiararono innocente verso ogni accusa.
Non riuscì a rimettere tutte le sue vittime sulla retta via, anche se non smise mai di tentare. Infine, ritornarono tutti sulla Terra in Flash vol. 2 n. 20, durante un party d'addio dato dai Nemici per Capitan Cold. Wally West fu invitato come gag, da Trickster, e vi giunse con Chunk. Sfortunatamente, le vittime distrussero la sala da ballo dell'hotel che ospitava la cerimonia, nel quale giunsero fin quasi ad istigare una rivolta. Wally e i Nemici aiutarono la polizia a calmare la folla prima che si trovassero fuori mano.
In una storia di recupero in Flash Annual n. 2, un gruppo di scienziati si avvicinò a Chunk, chiedendogli di poter studiare il Nulla. Così, Chunk inviò lì uno degli scienziati (che sfortunatamente per lui non era preparato). Non appena lo scienziato oltrepassò numerose dimensioni, inclusa quella in cui si trovava Wally, una con delle puntine affilate come rasoi, e addirittura una senz'aria, ritornò sulla Terra apparentemente incolume. Il suo commento fu che secondo lui vi era un grande cataclisma interdimensionale, e i poteri di Chunk gli davano l'accesso ai resti. Mentre questo vago commento sembrò essere un riferimento a Crisi sulle Terre infinite in cui il multiverso DC venne distrutto, non fu mai stabilita una connessione ufficiale.

### Rimozione dei rifiuti ed altre battaglie
Successivamente, "Chunk" lavorò come Specialista della Rimozione dei Rifiuti, poiché credeva che "tutti desiderano che qualcosa sparisca". Divenne un caro amico di Wally West, e per qualche periodo la madre di Wally fu la sua segretaria. Grazie al giro di soldi che entravano con il suo lavoro, Chunk fu in grado di acquistare l'ex casa di Wally, e di trasferirsici con un gruppo di parenti alla lontana. Durante questo periodo, Chester venne a contatto con una delle poche cose che non poteva rimuovere, un enorme tumore al cervello di una donna molto malata. Contro la sua spiegazione di offerta in denaro, Chester spiegò che dato che non poteva vedere il tumore, non poteva rimuoverlo. La donna se ne andò, ma non senza aiuto, un visitatore amichevole le offrì un passaggio a casa.
Chester è al momento impegnato con una ex-fidanzata di Wally, Connie Nolesky.
Ad un certo punto durante questo periodo, si alleò con la squadra ad-hoc di Amanda Waller, gli Shadow Fighters, un gruppo eterogeneo creato per sconfiggere Eclipso. Armato, si unì alla battaglia finale e giunse persino a confrontarsi faccia a faccia con Eclispo.
Durante la campagna di Blacksmith di impadronirsi delle Città Gemelle, un criminale di nome Plunder sparò a Chunk con l'unica cosa che poteva ferirlo, un proiettile con un frammento di nana bianca (la sostanza che Atomo usa per rimpicciolirsi). Il foro di proiettile aprì un vortice nel suo corpo, che succhiò ogni cosa intorno a lui, incluse le persone e la luce. Il Dipartimento di Polizia di Central City chiamò il Dipartimento di Polizia di Keystone City al fine di farsi dare una mano da Flash, ma anche il super velocista finì per essere risucchiato dal vortice. La situazione si risolse quando Wally richiuse il foro di proiettile nel corpo di Chunk.

## Poteri e abilità
- Chester possiede l'abilità di assorbire la materia ed espellerla in una dimensione in miniatura chiamata Il Nulla.
- Esibì anche super forza e limitata invulnerabilità, e riuscì a sopravvivere facilmente all'impatto con un furgoncino, e utilizzò poi le sue sole mani per strapparne le portiere.
- È immune alla maggior parte degli attacchi fisici; ogni arma utilizzata contro di lui veniva assorbita dal suo corpo.
- Chunk può manipolare inconsciamente i campi gravimetrici locali e lanciare della materia contro.
- L'unico proiettile in grado ferirlo fu quello rivestito o riempito di un frammento di nana bianca, lo stesso materiale che permette all'Atomo di rimpicciolirsi.